# Élections législatives de 1914 dans l'Allier
 (mai 2021).
Si vous disposez d'ouvrages ou d'articles de référence ou si vous connaissez des sites web de qualité traitant du thème abordé ici, merci de compléter l'article en donnant les références utiles à sa vérifiabilité et en les liant à la section « Notes et références ».
Les élections législatives de 1914 ont eu lieu les 26 avril et 10 mai 1914.

## Élus
|   | Circonscription  | Député élu           |  | Groupe parlementaire |
| - | ---------------- | -------------------- |  | -------------------- |
| 1 | Gannat           | Charles Péronnet     |  | PRRRS                |
| 2 | La Palisse       | Jean-Baptiste Baudon |  | PRRRS                |
| 3 | 1re de Montluçon | Léon Thivrier        |  | SFIO                 |
| 4 | 2e de Montluçon  | Paul Constans        |  | SFIO                 |
| 5 | 1re de Moulins   | Louis Defos          |  | RS                   |
| 6 | 2e de Moulins    | Pierre Brizon        |  | SFIO                 |

## Résultats à l'échelle du département
| Partis         | Partis                                           | Premier tour | Premier tour | Deuxième tour | Deuxième tour | Sièges |
| Partis         | Partis                                           | Voix         | %            | Voix          | %             | Sièges |
| -------------- | ------------------------------------------------ | ------------ | ------------ | ------------- | ------------- | ------ |
|                | Section française de l'Internationale ouvrière   | 41 060       | 41,97        | 15 449        | 31,19         | 3      |
|                | Parti républicain, radical et radical-socialiste | 19 389       | 19,82        | 18 096        | 36,54         | 2      |
|                | Parti républicain-socialiste                     | 19 010       | 19,43        | 15 845        | 31,99         | 1      |
|                | Fédération républicaine                          | 7 711        | 7,88         | 83            | 0,17          | 0      |
|                | Action libérale populaire                        | 5 687        | 5,81         | 46            | 0,09          | 0      |
|                | Parti républicain démocratique                   | 3 624        | 3,70         |               |               | 0      |
|                | Progressiste                                     | 1 232        | 1,26         | 0             |               |        |
|                | Divers                                           | 108          | 0,11         | 9             | 0,02          | 0      |
|                |                                                  |              |              |               |               |        |
| Inscrits       | Inscrits                                         | 131 084      | 100,00       | 67 817        | 100,00        | 6      |
| Votants        | Votants                                          | 99 951       | 76,25        | 50 457        | 74,40         |        |
| Abstention     | Abstention                                       | 31 133       | 23,75        | 17 360        | 25,60         |        |
| Blancs et nuls | Blancs et nuls                                   | 2 130        | 1,62         | 929           | 1,37          |        |
| Exprimés       | Exprimés                                         | 97 821       | 74,62        | 49 528        | 73,03         |        |

## Résultats par arrondissement

### Arrondissement de Gannat
| Candidats      | Candidats        | Étiquette      | Premier tour | Premier tour | Deuxième tour | Deuxième tour |
| Candidats      | Candidats        | Étiquette      | Voix         | %            | Voix          | %             |
| -------------- | ---------------- | -------------- | ------------ | ------------ | ------------- | ------------- |
|                | Charles Péronnet | PRRRS          | 4 972        | 31,29        | 6 136         | 37,64         |
|                | Larnas           | PRS            | 4 569        | 28,76        | 4 781         | 29,33         |
|                | Desfretières     | PRS            | 4 544        | 28,60        | 5 367         | 32,92         |
|                | Fouillaud        | SFIO           | 1 804        | 11,35        | 18            | 0,11          |
|                |                  |                |              |              |               |               |
| Inscrits       | Inscrits         | Inscrits       | 19 932       | 100,00       | 19 933        | 100,00        |
| Votants        | Votants          | Votants        | 16 079       | 80,67        | 16 411        | 82,33         |
| Abstention     | Abstention       | Abstention     | 3 853        | 19,33        | 3 522         | 17,67         |
| Blancs et nuls | Blancs et nuls   | Blancs et nuls | 190          | 1,18         | 109           | 0,66          |
| Exprimés       | Exprimés         | Exprimés       | 15 889       | 98,82        | 16 302        | 99,34         |

### Arrondissement de La Palisse
| Candidats      | Candidats            | Étiquette      | Premier tour | Premier tour | Deuxième tour | Deuxième tour |
| Candidats      | Candidats            | Étiquette      | Voix         | %            | Voix          | %             |
| -------------- | -------------------- | -------------- | ------------ | ------------ | ------------- | ------------- |
|                | Jean-Baptiste Baudon | PRRRS          | 9 161        | 40,27        | 11 960        | 52,01         |
|                | Charles Dumas        | SFIO           | 6 787        | 29,84        | 10 928        | 47,52         |
|                | Perret               | FR             | 5 002        | 21,99        | 83            | 0,36          |
|                | Raoul Henry          | PRS            | 1 765        | 7,76         | 25            | 0,11          |
|                |                      | Divers         | 32           | 0,14         | 1             | 0,00          |
|                |                      |                |              |              |               |               |
| Inscrits       | Inscrits             | Inscrits       | 32 223       | 100,00       | 32 213        | 100,00        |
| Votants        | Votants              | Votants        | 23 301       | 72,31        | 23 466        | 72,85         |
| Abstention     | Abstention           | Abstention     | 8 922        | 27,69        | 8 747         | 27,15         |
| Blancs et nuls | Blancs et nuls       | Blancs et nuls | 554          | 2,38         | 469           | 2             |
| Exprimés       | Exprimés             | Exprimés       | 22 747       | 97,62        | 22 997        | 98            |

### Arrondissement de Montluçon

#### 1recirconscription
| Candidats      | Candidats      | Étiquette      | Premier tour | Premier tour |
| Candidats      | Candidats      | Étiquette      | Voix         | %            |
| -------------- | -------------- | -------------- | ------------ | ------------ |
|                | Léon Thivrier  | SFIO           | 9 539        | 60,10        |
|                | Aujames        | PRD (FDG)      | 3 624        | 22,83        |
|                | Guers          | FR             | 2 709        | 17,07        |
|                |                |                |              |              |
| Inscrits       | Inscrits       | Inscrits       | 21 015       | 100,00       |
| Votants        | Votants        | Votants        | 16 149       | 76,85        |
| Abstention     | Abstention     | Abstention     | 4 866        | 23,15        |
| Blancs et nuls | Blancs et nuls | Blancs et nuls | 277          | 1,72         |
| Exprimés       | Exprimés       | Exprimés       | 15 872       | 98,28        |

#### 2ecirconscription
| Candidats      | Candidats        | Étiquette      | Premier tour | Premier tour |
| Candidats      | Candidats        | Étiquette      | Voix         | %            |
| -------------- | ---------------- | -------------- | ------------ | ------------ |
|                | Paul Constans    | SFIO           | 9 472        | 59,35        |
|                | Lucien Lamoureux | PRRRS          | 5 256        | 32,93        |
|                | Laurent          | Progressiste   | 1 232        | 7,72         |
|                |                  |                |              |              |
| Inscrits       | Inscrits         | Inscrits       | 21 799       | 100,00       |
| Votants        | Votants          | Votants        | 16 344       | 74,98        |
| Abstention     | Abstention       | Abstention     | 5 455        | 25,02        |
| Blancs et nuls | Blancs et nuls   | Blancs et nuls | 384          | 2,35         |
| Exprimés       | Exprimés         | Exprimés       | 15 960       | 97,65        |

### Arrondissement de Moulins

#### 1recirconscription
| Candidats      | Candidats      | Étiquette      | Premier tour | Premier tour | Deuxième tour | Deuxième tour |
| Candidats      | Candidats      | Étiquette      | Voix         | %            | Voix          | %             |
| -------------- | -------------- | -------------- | ------------ | ------------ | ------------- | ------------- |
|                | Louis Defos    | PRS            | 4 899        | 44,25        | 5 672         | 55,45         |
|                | Arthur Mille   | SFIO           | 4 052        | 36,60        | 4 503         | 44,02         |
|                | Valleix        | ALP            | 2 045        | 18,47        | 46            | 0,45          |
|                | Despalles      | Divers         | 76           | 0,69         | 8             | 0,08          |
|                |                |                |              |              |               |               |
| Inscrits       | Inscrits       | Inscrits       | 15 673       | 100,00       | 15 671        | 100,00        |
| Votants        | Votants        | Votants        | 11 512       | 73,45        | 10 580        | 67,51         |
| Abstention     | Abstention     | Abstention     | 4 161        | 26,55        | 5 091         | 32,49         |
| Blancs et nuls | Blancs et nuls | Blancs et nuls | 440          | 3,82         | 351           | 3,32          |
| Exprimés       | Exprimés       | Exprimés       | 11 072       | 96,18        | 10 229        | 96,68         |

#### 2ecirconscription
| Candidats      | Candidats      | Étiquette      | Premier tour | Premier tour |
| Candidats      | Candidats      | Étiquette      | Voix         | %            |
| -------------- | -------------- | -------------- | ------------ | ------------ |
|                | Pierre Brizon  | SFIO           | 9 406        | 57,77        |
|                | Garidel-Thoro  | ALP            | 3 642        | 22,37        |
|                | Merle Favette  | PRS            | 3 233        | 19,86        |
|                |                |                |              |              |
| Inscrits       | Inscrits       | Inscrits       | 20 442       | 100,00       |
| Votants        | Votants        | Votants        | 16 566       | 81,04        |
| Abstention     | Abstention     | Abstention     | 3 876        | 18,96        |
| Blancs et nuls | Blancs et nuls | Blancs et nuls | 285          | 1,72         |
| Exprimés       | Exprimés       | Exprimés       | 16 281       | 98,28        |